# Relations entre Saint-Vincent-et-les-Grenadines et l'Union européenne
Les relations entre Saint-Vincent-et-les-Grenadines et l’Union européenne sont à la fois bilatérales et régionales, avec la Communauté d'États latino-américains et caraïbes et la Communauté caribéenne. De plus, Saint-Vincent-et-les-Grenadines fait partie des pays ACP.

## Aide au développement
Les relations bilatérales se focalisent sur l'amélioration des infrastructures de santé.

## Sources

## Compléments